# Italia Futura

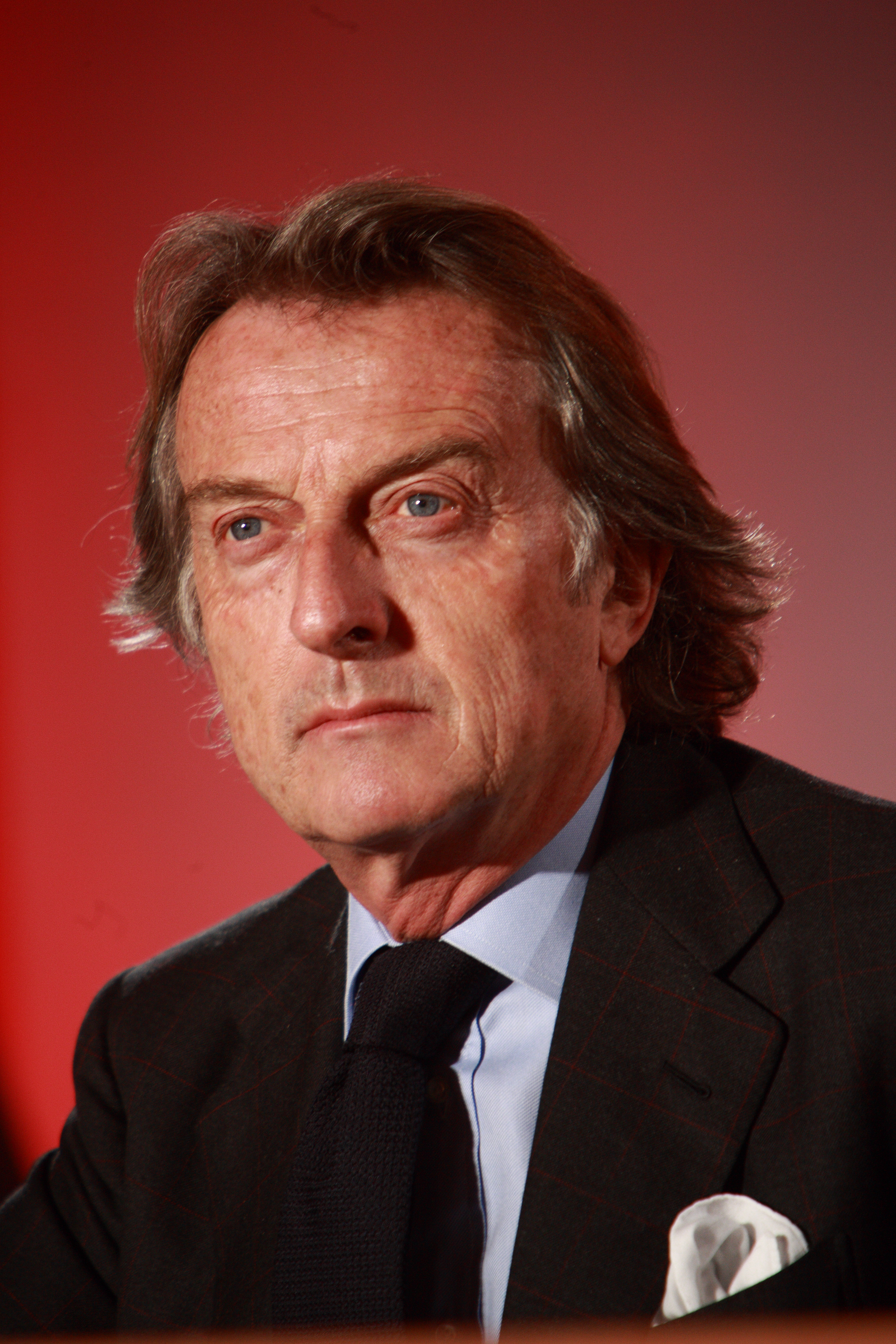
Luca Cordero di Montezemolo

Italia Futura è stata un'associazione politica italiana fondata nel luglio del 2009 da Luca Cordero di Montezemolo.
Si definiva come un centro studi. Nel maggio 2014, poco dopo l'abbandono di Montezemolo, ha interrotto la propria attività.

## Storia

### Fondazione
A luglio 2009 l'associazione viene lanciata da Luca Cordero di Montezemolo, con soci fondatori e finanziatori Diego Della Valle, Maria Paola Merloni, Corrado Passera e Luigi Marino, venendo presentata ufficialmente ad ottobre 2009 alla presenza di Enrico Letta, l'allora presidente della Camera Gianfranco Fini, il fondatore della Comunità di Sant'Egidio Andrea Riccardi e il presidente della Provincia di Trento Lorenzo Dellai.
Alla fine di dicembre 2011 il presidente Montezemolo annuncia che alle prossime elezioni politiche parteciperà anche Italia Futura; tuttavia l'associazione non presenterà nessuna lista.

### Il manifestoVerso la Terza Repubblica
Nell'ottobre 2012 l'associazione lancia il manifesto politico Verso la Terza Repubblica, proponendo una serie di riforme per la crisi italiana, in riferimento al governo guidato da Monti. Tra i firmatari il segretario CISL Raffaele Bonanni, Carlo Calenda, Andrea Carandini, Mario Ceroli, il magistrato Stefano Dambruoso, il presidente della provincia autonoma di Trento Dellai, Pietro Ferrari, lo scrittore Edoardo Nesi, il presidente delle ACLI Andrea Olivero, Andrea Riccardi, l'economista Nicola Rossi, l'economista Irene Tinagli e Riccardo Tozzi.
Il 17 novembre 2012, insieme all'associazione Verso Nord, le ACLI, la CISL ed altre, l'associazione organizza a Roma l'incontro Manifesto Verso la Terza Repubblica, lanciando un appello per la creazione di un nuovo soggetto politico «democratico, popolare e liberale».

### Elezioni politiche del 2013 con Mario Monti
Alle elezioni politiche del 2013 l'associazione sostiene la coalizione di centro Con Monti per l'Italia, con vari esponenti dell'associazione che si candidano col partito Scelta Civica, e tra essi vengono eletti Andrea Romano, Irene Tinagli, Maria Paola Merloni, Stefano Dambruoso ed Edoardo Nesi, mentre Carlo Calenda entra nel governo Letta come viceministro dello sviluppo economico.

### Il congresso del 2013
Il 17 maggio 2013 si svolge l'assemblea dei soci fondatori che nomina il nuovo Consiglio direttivo, composto da Luca di Montezemolo e Nicola Rossi, il nuovo presidente nella persona dello stesso Rossi ed il nuovo direttore nella persona di Simone Perillo.

### Le dimissioni di Montezemolo
Nel 2014 Montezemolo lascia la carica di presidente onorario e si dimette dal Consiglio direttivo, mentre alla carica di presidente è nominato Carlo Pontecorvo.

## Struttura

### Presidenti
- Luca Cordero di Montezemolo (2009-2013)
- Nicola Rossi (2013)
- Carlo Pontecorvo (2014-2015)[10]

### Direttori
- Andrea Romano (2009-2013)
- Simone Perillo (2013-2015)[10]